# 裸果木
裸果木（学名：Gymnocarpos przewalskii）为石竹科裸果木属下的一个种。